# Dypsis tsaratananensis
Dypsis tsaratananensis – gatunek palmy z rzędu arekowców (Arecales). Występuje endemicznie na Madagaskarze, w prowincjach Antsiranana oraz Mahajanga. Można go spotkać w rezerwacie ścisłym Tsaratanana. Znane jest tylko jedno jego naturalne stanowisko.
Rośnie w bioklimacie średniowilgotnym, jak i górskim. Występuje na wysokości do 1000–2000 m n.p.m.